# Villaggio Stranieri-Bazzarola
Villaggio Stranieri-Bazzarola è un quartiere della periferia orientale della città di Reggio Emilia, posto a 2 km dal centro storico.
È un ambito urbano caratterizzato da due storiche località: il Villaggio Stranieri, di fondazione fascista, e la Bazzarola, località rurale di antichissima origine. Con l'espansione edilizia della città le due zone si sono saldate in un unico agglomerato con al centro la chiesa parrocchiale di sant'Alberto di Gerusalemme.
Collocato a sud della via Emilia per Modena, in passato costituiva la porzione orientale di Villa Ospizio. Ospita il Museo dell'Acqua, gestito da Iren, e parte di un SIC.

## Geografia fisica
Il territorio è caratterizzato da aree urbane intervallate da scampoli di territorio agricolo o a verde naturalistico, che contraddistinguono più di un quarto della superficie dell'ambito territoriale. Posto in un'area di media pianura Villaggio Stranieri-Bazzarola è attraversato da diversi corsi d'acqua. I principali sono il rio Acqua Chiara e il torrente Rodano, su cui il rio confluisce, che scorrono a est segnando il confine con San Maurizio. In loco sono presenti anche la risorgiva delle Acque Chiare, presso l'omonimo parco pubblico e la fossetta Marciocca, che lambisce la torre piezometrica di via Einstein rappresentando un elemento costitutivo dell'adiacente Museo e Parco dell'Acqua, in capo a Iren.
Confina a nord con Ospizio e San Maurizio, a est con San Maurizio a sud con Buco del Signore, a est con Pappagnocca e Ospizio.

## Origini del nome
Il nome del quartiere oggi comprende l'unione di due toponimi: Stranieri e Bazzarola. Il primo dà il nome all'omonimo villaggio, in onore del martire partigiano Sergio Stranieri, operaio delle Reggiane e residente nel quartiere (1923-1944); il secondo è di etimologia incerta, anche se è comune ad altri luoghi e elementi orografici del territorio reggiano e modenese. È probabile che derivi dal nome Bajoarii, ossia dal popolo dei Bavari che penetrarono in Italia capeggiati da Alboino. Citato nelle forme arcaiche come Bajarola o Bajoarola o Bazoarola potrebbe essere legato a una condizione delle acque particolarmente copiosa in una falda sotterranea del rio Acqua Chiara e del torrente Rodano, anticamente chiamato anche Bazzarolo. Potrebbe trarre origine anche dal termine latino batare, parola versatile da intendersi come l'azione di star dietro con attenzione a qualcuno o a qualcosa, in questo caso a guardia delle acque non irregimentate dei due corsi d'acqua. Altra ipotesi prende in considerazione la derivazione dal francese baie per indicare una insenatura.

## Storia
La zona era già abitata ai tempi del neolitico: fra la zona industriale di via Mazzacurati e la ferrovia Reggio Emilia-Sassuolo sono stati ritrovati dei reperti archeologici, in primis delle ceramiche, risalenti al 5.000 a.C. ossia al cosiddetto neolitico antico. Sulla via Emilia era collocata, invece, la necropoli romana di Regium Lepidi testimoniata dalle numerose tombe a tamburo riemerse dagli scavi.
Fino alla fine degli anni '30 il territorio della Bazzarola e del villaggio Stranieri era totalmente a carattere agricolo. L'unica importante infrastruttura realizzata in loco era rappresentata dalla linea ferroviaria per Scandiano, realizzata nel 1889. I coloni residenti nelle case sparse gravitavano principalmente sui servizi scolastici, parrocchiali, cimiteriali e commerciali di Villa Ospizio, del cui territorio l'ambito faceva parte.
Il primo grande insediamento urbano fu l'attuale Villaggio Stranieri, quartiere Ifacp costruito poco prima della guerra di Liberazione dal regime fascista e allora intitolato al gerarca Costanzo Ciano. Dopo il secondo conflitto mondiale il rione prese il nome del giovane partigiano del posto Sergio Stranieri, nome di battaglia Randa, ucciso dai tedeschi a Gatta, sull'Appennino Reggiano, mentre svolgeva mansioni di vigilanza al distaccamento Pasquino Pigoni delle Brigate Garibaldi.
L'espansione urbanistica che contraddistinse Villa Ospizio a partire dalla fine degli anni '30 e per tutto il secondo dopoguerra indusse l'allora parroco di Villa Ospizio, don Primo Carretti, a realizzare in loco nel 1943 una scuola materna, con lo scopo di supportare le numerose famiglie operaie nella custodia e nell'educazione di bambini. Nel 1956 la crescita esponenziale del quartiere indusse la curia vescovile a erigere una nuova parrocchia dedicata a sant'Alberto di Gerusalemme. La chiesa fu progettata nel 1957 e realizzata nei primi anni '60 dalla Cooperativa Architetti e Ingegneri di Reggio Emilia sull'allora strada del Quinzio a metà strada fra il Villaggio Stranieri e la Bazzarola Bassa. Prima di allora le funzioni erano svolte in un'abitazione del villaggio. In quegli anni fu costruita anche la scuola elementare, dagli anni '90 dedicata alla scrittrice Elsa Morante.
Sin dalla sua nascita il Villaggio Stranieri si era caratterizzato come un quartiere prettamente operaio, con una forte militanza antifascista e socialcomunista fra i suoi abitanti per tutta la seconda metà del Novecento.
Un importante sviluppo del quartiere si ebbe negli anni '60, quando fu realizzato il quartiere della piccola industria di via Carlo Zatti e delle nuove aree residenziali sulla via del Quinzio, che in quel periodo fu intitolata a Papa Giovanni XXIII. Di quel periodo è la nascita del nuovo polo scolastico di Ca' Bianca, dotato di una piscina scolastica ancora oggi funzionante. Fra gli anni '70 e '80 furono realizzati i grandi condomini di via Caravaggio e la zona industriale di via Mazzacurati e, successivamente, negli anni Novanta, la torre dell'acqua di via Einstein, che ospita il Museo dell'acqua e l'omonimo parco, e il centro commerciale Quinzio.
A partire dagli anni 2000 il Villaggio Stranieri ha subito un importante intervento di riqualificazione urbana che ha portato alla demolizione e alla ricostruzione degli edifici risalenti all'ultimo periodo fascista in chiave contemporanea, oltre all'interruzione del traffico di attraversamento della strada principale, trasformata in zona 30. Un altro importante intervento di trasformazione urbana ha interessato la zona della Bazzarola Bassa, ove sono stati creati un parco e un grande nuovo insediamento residenziale di pregio vocato al risparmio energetico denominato Acque Chiare.
Dopo il 2000 il quartiere ha subito un'opera valorizzazione ambientale, facilitata anche dalla creazione del SIC del rio Rodano, dalle greenway che fiancheggiano la tangenziale sud-est e dalla creazione della Cintura Verde da parte del Comune di Reggio Emilia. Dal 2019 l'ambito è attraversato dalla variante Acque Chiare del Sentiero CAI Lazzaro Spallanzani, prolungato da Ventoso di Scandiano a Reggio Emilia.
I principali punti di aggregazione per la vita comunitaria di quartiere sono il centro sociale ARCI Sergio Stranieri, di via Don Sturzo, il centro sociale Orti Lazzaro Spallanzani di via Toscanini e la parrocchia di Sant'Alberto di Gerusalemme.

## Monumenti e luoghi di interesse

### Architetture religiose
- Chiesa parrocchiale di sant'Alberto di Gerusalemme, CAIRE, 1957
- Maestà, via Gattalupa ang. via Monzani

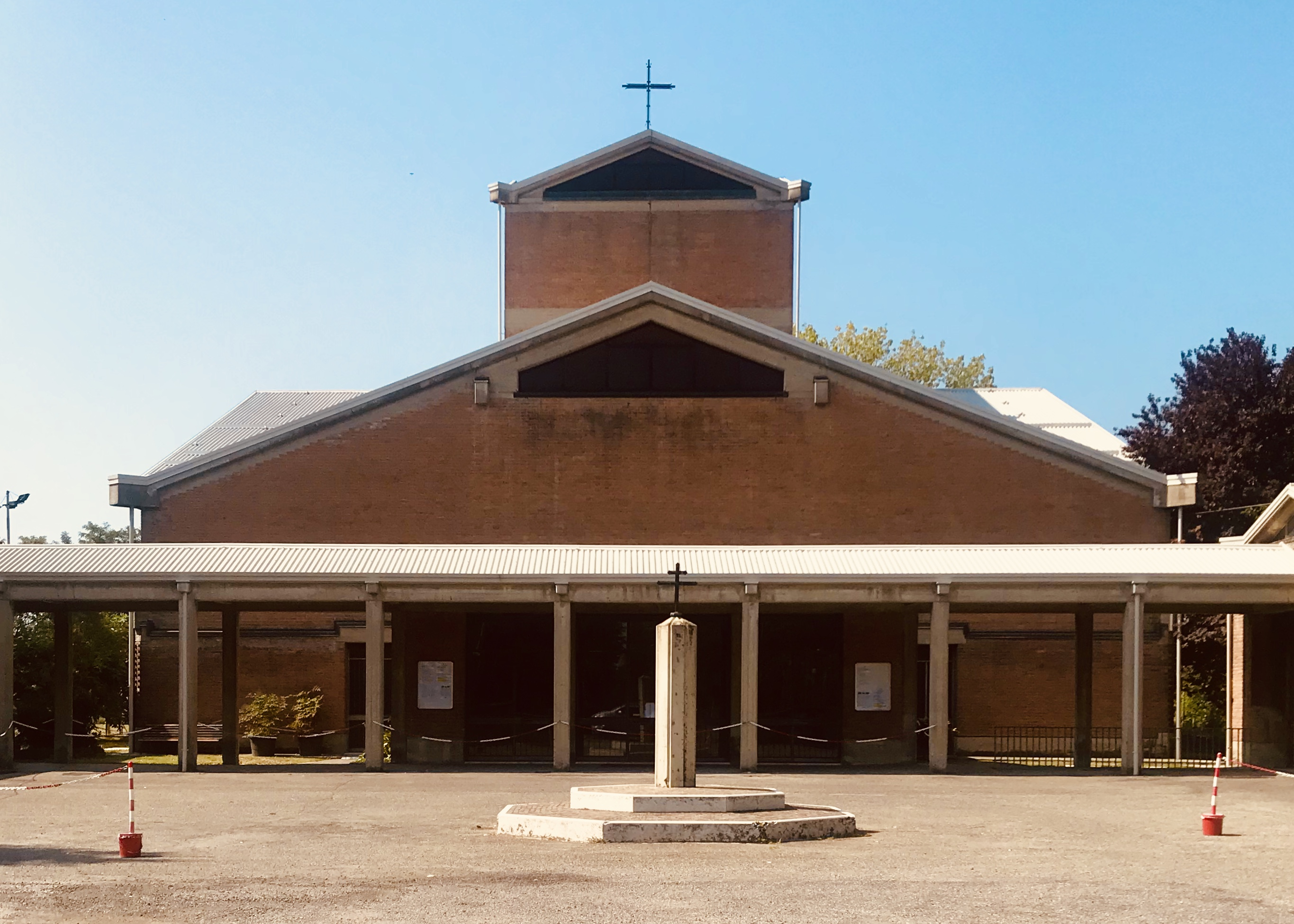
Facciata della chiesa di sant'Alberto di Gerusalemme

### Architetture civili
- Casino Parmeggiani-Gobbi, via Fonte Acqua Chiara (già Enrico Pestalozzi), sec. XIX
- Stabilimenti Marina Rinaldi - Max Mara Fashion Group (di Andrea, Giovanna e Pietro Salvarani)[18], via Mazzacurati, 1985-1986
- Torre dell'acqua e centrale idrica Iren (di Giorgio Adelmo Bertani e Francesca Vezzali)[19], via Albert Einstein, anni 1992-1996 e 1997-2001

### Siti archeologici
- Magazzino comunale di via Mazzacurati, Bazzarola, resti di un insediamento neolitico

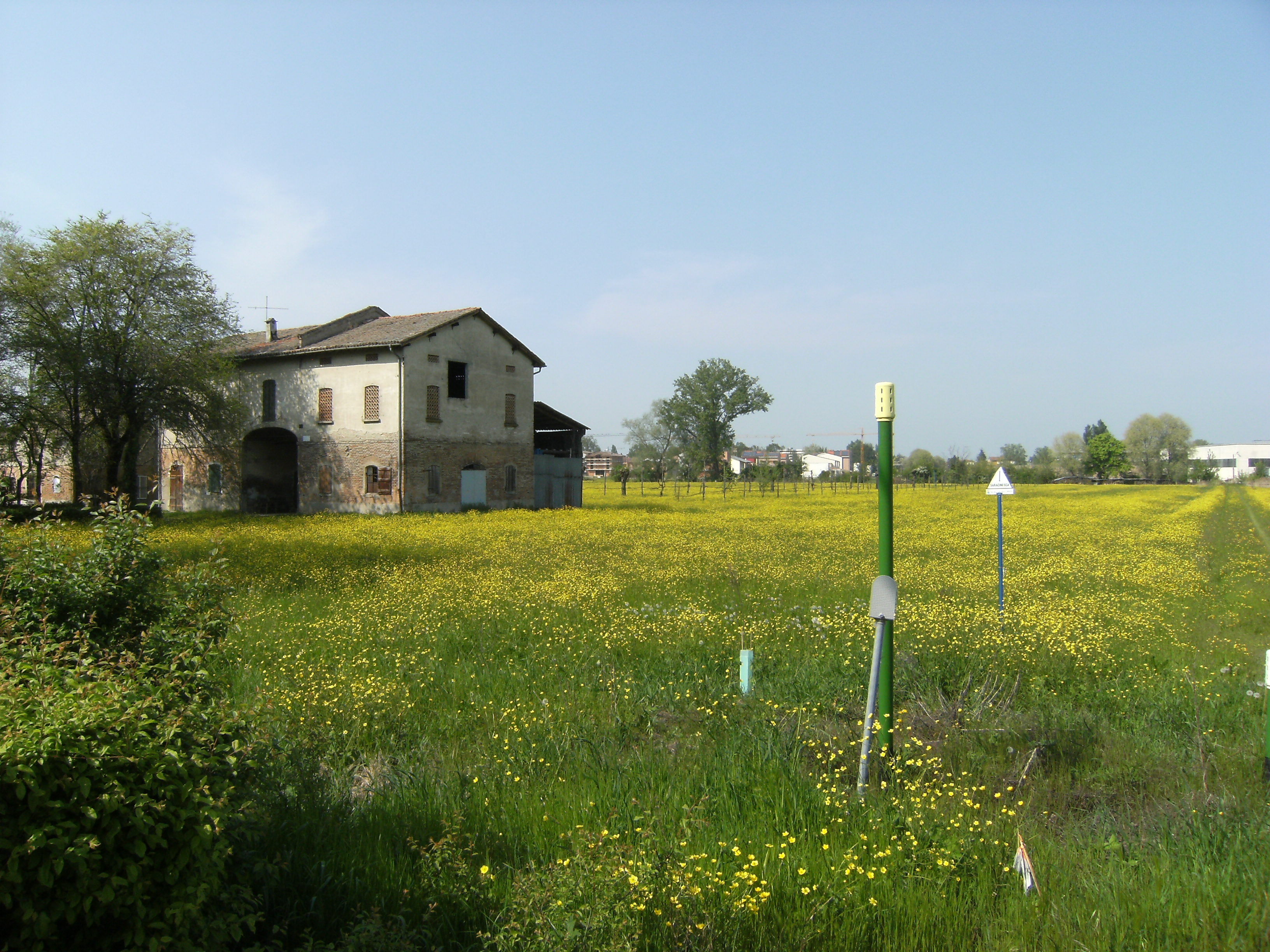
Casa colonica nel parco delle Acque Chiare

### Aree naturali
- Parco fluviale del torrente Rodano[16][4], Cintura Verde e SIC Rio Rodano
- Parco delle Acque Chiare[20], via Antonio Cugini, loc. Bazzarola Bassa
- Parco e museo dell'Acqua[21][3], via Albert Einstein, loc. Quinzio
- Parco del Quinzio[22], via Giovanni Treccani, loc. Quinzio
- Parco Campo di Marte 2 - Gli Ippocastani[23], via Primo Maggio, Villaggio Stranieri

## Società
L'ambito territoriale di Villaggio Stranieri-Bazzarola, dopo una crescita di popolazione consistente avvenuta fino agli anni 2000, fra il 2014 e il 2019 ha visto la popolazione aumentare del 3,23% portandosi oggi a oltre 5.800 residenti. Vi è un indice di vecchiaia più alto rispetto al dato generale del comune (160,7 contro 137). Il tasso di natalità è leggermente più basso della media comunale (7,8 contro 8). Il numero di componenti medi a nucleo famigliare è circa uguale a quello del comune (2,2 componenti a nucleo). La presenza di cittadini stranieri è inferiore al dato generale della città ed è pari all'12,3% (contro il 16,4% a livello comunale). Le prime tre nazionalità non italiane presenti sul territorio provengono da: Cina, Albania e Marocco.

### Tradizione e folklore
- Sagra di sant'Alberto di Gerusalemme[25], 2ª domenica di settembre

### Istituzioni, enti e associazioni
- Centro sociale ARCI Sergio Stranieri[26], via don Luigi Sturzo
- Centro sociale ANCESCAO[27] Orti Lazzaro Spallanzani[28], via Arturo Toscanini
- Parrocchia di Sant'Alberto di Gerusalemme, via Alberto Einstein
- Chiesa cristiana evangelica cinese, via Domenico Pellizzi
- Casa editrice Zoo Libri[29], via Carlo Piaggia
- Centro Islamico di Reggio Emilia e Provincia (Masjid Al Nur), via Cristoforo Munari
- Associazione culturale Acque Chiare[30]
- Associazione di promozione sociale Gramigna[31], via Antonio Cugini (casa colonica)
- Cooperativa sociale La Vigna[32], via Carlo Zatti

## Cultura

### Infanzia
- Nido d'infanzia comunale Sole[33], via Caravaggio
- Scuola dell'infanzia statale Marco Gerra[34], via Caravaggio
- Nido-scuola d'infanzia comunale Salvador Allende[35][36], via Gattalupa
- Scuola dell'infanzia parrocchiale Don Primo Carretti[37], via Maria Bertolani Del Rio

### Scuola dell'obbligo
- Scuola primaria statale Elsa Morante-Villaggio Stranieri[38], via don Luigi Sturzo
- Scuola primaria statale Ca' Bianca[39], via Gattalupa
- Scuola secondaria di primo grado statale Albert Einstein[40], via Gattalupa

### Musei

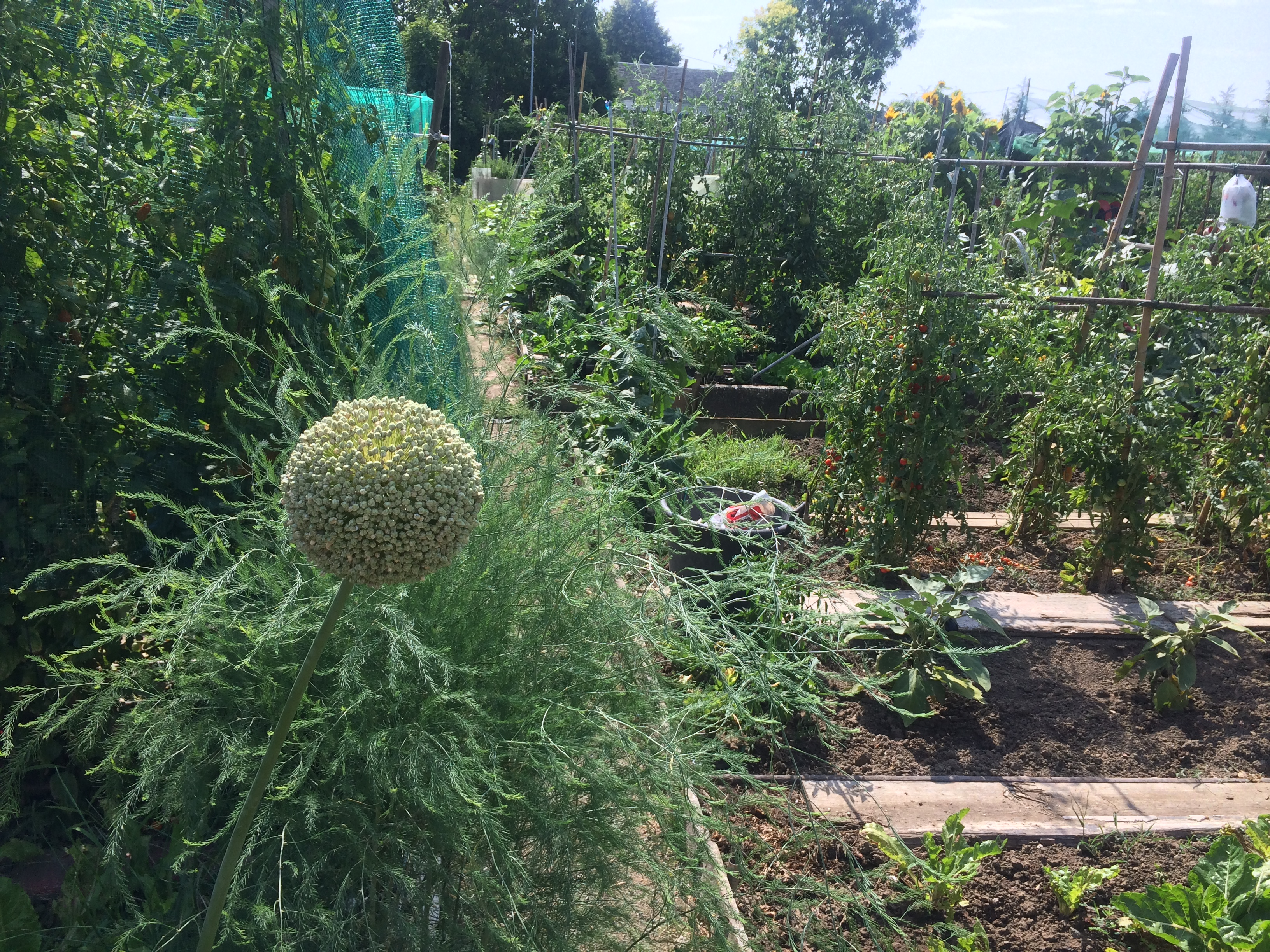
Orti al centro sociale Lazzaro Spallanzani

- Museo dell'acqua Iren[3], via Aristide Gabelli

### Altro
- Centro sociale orti Lazzaro Spallanzani[28], via Arturo Toscanini
- Centro sociale Sergio Stranieri[26], via don Luigi Sturzo
- Centro Islamico di Reggio Emilia e Provincia (Masjid Al Nur), via Cristoforo Munari

## Infrastrutture e trasporti
I principali assi stradali e alcuni corsi d'acqua sono fiancheggiati da una rete diffusa di percorsi ciclabili e naturalistici.
Diverse linee del trasporto pubblico urbano a media-alta frequenza collegano Villaggio Stranieri e la Bazzarola con il centro cittadino e i quartieri limitrofi.
Le principali arterie di scorrimento sono la Via Emilia, la parallela strada del Quinzio (oggi via Papa Giovanni XXIII-via Albert Einstein) e il raccordo con la tangenziale sud-est di Reggio, rappresentato dalle vie Olinto Pincelli, Umberto Parisoli e Marino Mazzacurati.
Il quartiere è attraversato dalla ferrovia Reggio Emilia-Sassuolo.

## Geografia antropica
Il territorio di Villaggio Stranieri-Bazzarola era stato parte di Villa Ospizio e totalmente vocato all'agricoltura fino agli anni '40, periodo in cui venne realizzato il primo insediamento urbano dello IFACP Villaggio Costanzo Ciano, nel dopoguerra denominato Villaggio Sergio Stranieri. In quel periodo furono realizzate le lottizzazioni poste fra il villaggio e il complesso rurale Ca' Bianca, posto all'incrocio fra la via Emilia e via Gattalupa, la strada secondaria che porta a Gavasseto.
Fra gli anni '50 e gli anni '60 sono realizzate la chiesa parrocchiale di sant'Alberto di Gerusalemme, sorta su un terreno di un'opera pia, e il villaggio artigianale e industriale di via Carlo Zatti e via Domenico Pellizzi, fra la strada del Quinzio (ora via Papa Giovanni XXIII) e la ferrovia Reggio Emilia-Sassuolo. Negli anni '60 viene demolito il complesso rurale di Ca' Bianca e al suo posto è innalzato il nuovo polo scolastico comprendente la scuola elementare Ca' Bianca, la scuola media Einstein e il nido-scuola Salvador Allende. Il polo sarà affiancato, nel 1972, dalla piscina scolastica comunale De Sanctis, comunemente chiamata Gattalupa. Altri mportanti interventi edilizi lungo via Papa Giovanni XXIII sono realizzati negli anni '60 e '70, fra cui la scuola elementare del Villaggio Stranieri, oggi intitolata a Elsa Morante: alla fine del decennio è realizzato il complesso residenziale ad alta densità abitativa di via Caravaggio, affacciato al parco Campo di Marte. Sulla medesima via, in quel periodo, entra in funzione anche il nido comunale Sole.
Gli anni '80 vedono la saturazione di molteplici aree di risulta con nuovi interventi edilizi, fra cui il complesso Campo di Marte, posto sul lato settentrionale di via Papa Giovanni. Interventi significativi riguardano anche la zona industriale di Bazzarola, con la costruzione, su via Mazzacurati, dei magazzini comunali e del complesso industriale Marina Rinaldi del gruppo Max Mara. Durante gli anni '90 il quartiere è interessato da una forte crescita edilizia, che si protrarrà fino alla seconda metà degli anni 2000. In questo periodo apre i battenti uno dei primi grandi centri commerciali di Reggio, il Quinzio, dal vecchio nome della strada parallela alla via Emilia, oggi via Pier Giacinto Terrachini-via Papa Giovanni XXIII-via Albert Einstein. Oltre al centro commerciale sono realizzate diverse abitazioni e attività commerciali nonché parchi di quartiere e la nuova torre dell'acqua dell'allora azienda municipalizzata Agac, oggi Iren. Verso la fine degli anni '90 è inaugurata anche una pista ciclabile in sede propria che collega il centro della città a San Maurizio, transitando in mezzo alle aree verdi del quartiere.
Con gli anni 2000 arriva l'attuazione del grande parco delle Acque Chiare, alla Bazzarola, che a fianco di decine di ettari di verde vede sorgere nuove abitazioni di pregio, a carattere rado, vocate al risparmio energetico. In loco viene anche realizzato l'asse di collegamento con la tangenziale sud-est di Reggio nonché la greenway del Rodano, nell'ambito dei percorsi ciclonaturalistici della cosiddetta Cintura Verde.
Il quartiere è suddiviso in diverse zone che, tralasciando il più noto Villaggio Stranieri, sono individuate dai seguenti toponimi :

### Bazzarola
La Bazzarola è nominata per la prima volta in una bolla dell'antipapa Guiberto dell'anno 1092. Si tratta della zona posta a sud della strada del Quinzio (attuale asse stradale di via Pier Giacinto Terrachini-via Papa Giovanni XXIII-via Albert Einstein) che si estende fino a via Vincenzo Monti, inglobando via Antonio Cugini e parte del Buco del Signore. Un tempo era suddivisa fra le ville di Ospizio e di San Pellegrino. Il toponimo si ripete più volte sulle mappe storiche, distinguendosi in Bazzarola, Bazzarola Bassa e Bazzarola Alta. Il primo insediamento converge su una casa colonica ristrutturata posta in via Aristide Gabelli; gli altri due riguardano interessanti complessi rurali già in territorio di Buco del Signore: la Bazzarola Bassa, caratterizzato da un imponente fabbricato padronale con orologio e meridiana con annesso un oratorio dedicato a sant'Antonio di Padova e la Bazzarola Alta, un complesso rurale situato al termine di via Cugini non distante dal rio Acqua Chiara, che comprende un piccolo oratorio orientato in senso liturgico dedicato alla Beata Vergine.

### Quinzio
Il toponimo è citato per la prima volta del 1182 fra le carte del Monastero di San Raffaele di Reggio. Secondo lo storico reggiano Vittorio Nironi il nome Guinzo (l'attuale Quinzio) starebbe per Guasto, aggettivo che starebbe a indicare una caratteristica di un elemento morfologico del territorio. È il nome dell'antica strada posta a sud della via Emilia e parallela a essa che partiva dall'antica Porta Levone (situata nei pressi dei viali di circonvallazione fra Porta Castello e Porta San Pietro) terminando su via Gattalupa, all'altezza dell'attuale centro commerciale Quinzio. Le mappe del catasto unitario e dell'IGM individuano la località di Quinzio nei pressi dell'attuale chiesa di san Luigi Gonzaga alla Pappagnocca, lungo una carrareccia che portava nella medesima località e in una seconda località individuata come Paduli. Negli ultimi anni, una probabile trasposizione toponomastica ha portato a traslare il toponimo più a est, individuando la zona del Quinzio come l'area urbana che dalla ferrovia Reggio Emilia-Sassuolo si protrae sino a via Gattalupa e al centro commerciale, toccando la chiesa parrocchiale di sant'Alberto di Gerusalemme e la torre dell'acqua.

### Sant'Alberto
Il toponimo compare per la prima volta a partire dagli anni '70 sulla Carta tecnica regionale dell'Emilia-Romagna in riferimento all'area della chiesa parrocchiale di sant'Alberto di Gerusalemme. In campo ecclesiastico esso è utilizzato per riferirsi a tutto l'ambito territoriale del Villaggio Stranieri-Bazzarola.

## Economia
Villaggio Stranieri-Bazzarola è un quartiere a vocazione mista: presenta, infatti, aree vocate alla residenza, zone industriali, una importante porzione di territorio a vocazione agricola e naturalistica nonché e diversi comparti commerciali, fra cui il centro commerciale Quinzio. I principali settori manifatturieri riguardano: imballaggio, gomma, elettrotecnica, abbigliamento e accessori, meccanica, oleodinamica, arredamenti, serramenti, legno. In loco hanno sede importanti industrie di livello nazionale come Dedimax (Max Mara) e CellularLine. Non mancano servizi alla persona inerenti salute e benessere. Nella zona agricola confinante con il rio Acqua Chiara e il torrente Rodano sono presenti alcune aziende agricole fra cui un agriturismo con annessa azienda biologica, lambiti dal terzo anello di circonvallazione ciclabile della città e dalla variante della greenway del Rodano della Cintura Verde, su cui corre il Sentiero Spallanzani. La zona comprende diversi servizi alla persona, fra cui diversi ambulatori medici di base e il centro diurno Coniugi Vellina Tagliavini-Arnaldo Ferrari, gestito da Asp Reggio Emilia città delle persone, che è dotato anche di una struttura residenziale socio-riabilitativa per disabili.

## Amministrazione
Il territorio di Villaggio Stranieri-Bazzarola è sempre stato sottoposto alla giurisdizione del Comune di Reggio all'interno della villa di Ospizio. Dal 1980 al 2009 ha fatto parte della Circoscrizione Sesta e, dal 2009 al 2014, della Circoscrizione Nord-Est. In loco, presso gli uffici comunale e l'anagrafe decentrata di via Augusto Tamburini, avevano sede gli uffici circoscrizionali e la sala del consiglio di circoscrizione fino al 2014. Il governo della circoscrizione (che comprendeva anche le frazioni più esterne e i quartieri limitrofi) è sempre stato retto da maggioranze di sinistra, guidate dal PCI e dal PSI e, dal 1995, di centrosinistra.

## Sport
La zona di Villaggio Stranieri-Bazzarola è ricca di impianti sportivi, per lo più legati alle discipline del calcio e dell'attività motoria in genere. Le principali strutture sportive sono:
- Bocciodromo del centro sociale Orti Lazzaro Spallanzani, via Arturo Toscanini
- Campo di calcio comunale Primo Maggio (gestito dalla Reggio United ASD[44]), via don Luigi Sturzo
- Palestra scolastica comunale Sergio Stranieri (basket, gestita dalla Basket 2000 R.E. S.S.D. a R.L.[45]), via don Luigi Sturzo
- Palestra di arti marziali Maurone Academy (arti marziali, gestita dalla Maurone Academy), via Giovanni Fattori
- Palestra di arti marziali Shodan (arti marziali), via Cristoforo Monari
- Palestra Fit Village Centro Fitness (body building, fitness, piscina, calcio, tennis, danza, yoga)[46], via Marino Mazzacurati
- Palestra FitActive Reggio Emilia Fattori [47], via Giovanni Fattori
- Palestra comunale Deanna Melioli e Nino Paterlini (ginnastica, attività motoria, gestita da Ginnastica Reggiana ASD)[48], via Marino Mazzacurati
- Palestra comunale tennistavolo (tennistavolo, gestita da Tennistavolo Reggio Emilia ASD)[49], via Marino Mazzacurati
- Palestra scolastica comunale S.M. Albert Einstein, via Gattalupa (basket, pallavolo, calcio a 5), via Gattalupa
- Piscina scolastica comunale De Sanctis (nuoto, acquagym, attività ginnico-motorie, gestita da Équipe sportiva e Kinema[50]), via Gattalupa
- Campo di calcio parrocchiale Sant'Alberto, via Albert Einstein
- Campo di calcio Quinzio[51], via Gattalupa

In una casa colonica ristrutturata sita sulla strada del Quinzio è presente una sala da ballo fra le più importanti del Reggiano.